# Afrolychas
Afrolychas est un genre de scorpions de la famille des Buthidae.
Genre

## Distribution
Les espèces de ce genre se rencontrent en Afrique subsaharienne.

## Liste des espèces
Selon The Scorpion Files (06/09/2020) :
- Afrolychas braueri (Kraepelin, 1896)
- Afrolychas burdoi (Simon, 1882)

## Publication originale
- Kovařík, 2019 : « Taxonomic reassessment of the genera Lychas, Mesobuthus, and Olivierus, with descriptions of four new genera (Scorpiones: Buthidae). » Euscorpius, no 288, p. 1-27 (texte intégral).